# Münzfund von Northeim-Höckelheim
Koordinaten: 51° 42′ 8,4″ N, 9° 57′ 49,1″ O
Der Münzfund von Northeim-Höckelheim besteht aus über 17.000 Münzen aus dem 13., 14. und 15. Jahrhundert. Er gilt als der größte erhaltene Münzfund des Spätmittelalters in Norddeutschland und einer der größten in Deutschland.

## Fundort und Eigentümer

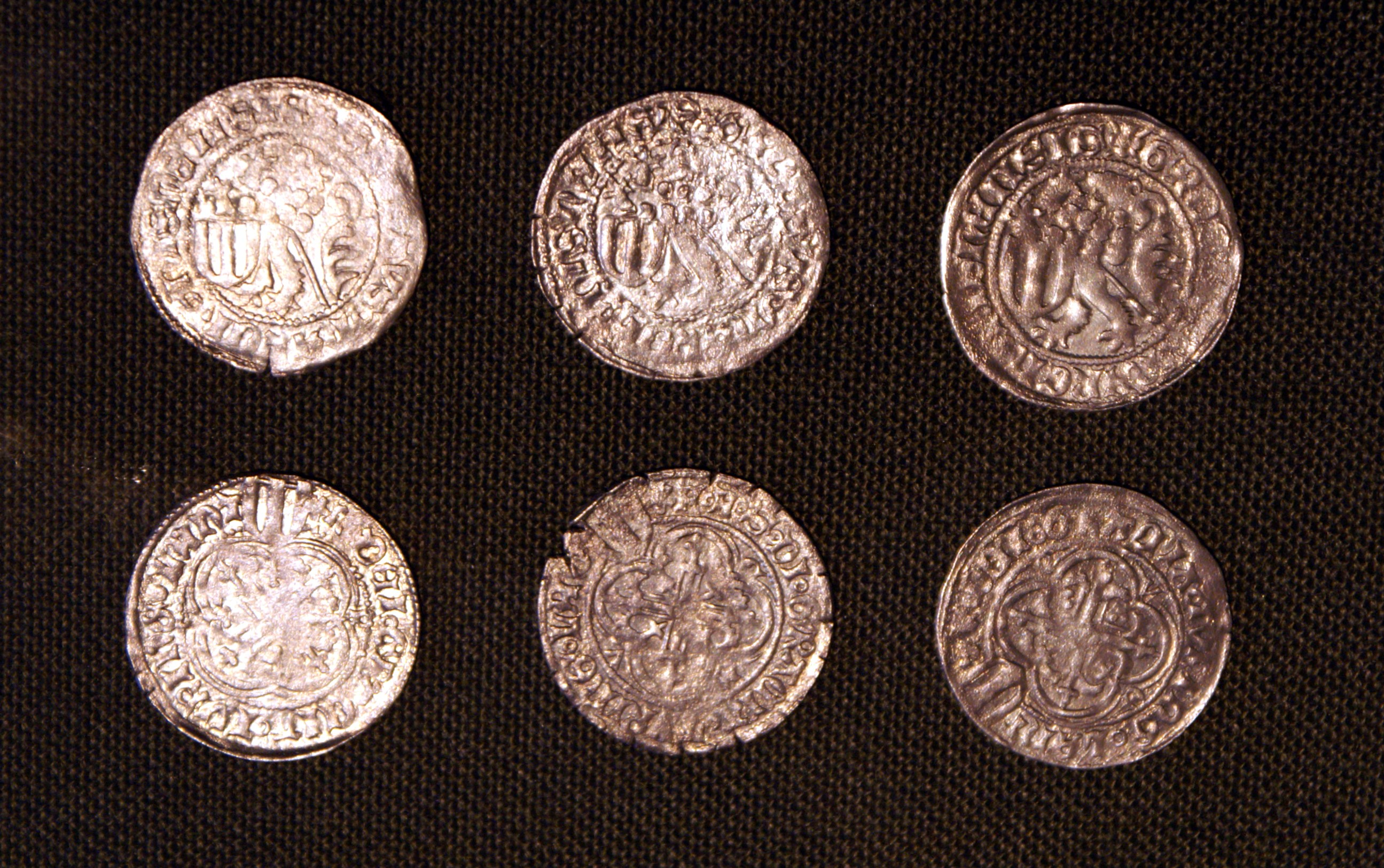
Schildgroschen des Fundes. In der oberen Reihe ist Münzstätte Freiberg erkennbar

Bei Bauarbeiten an einer Gasleitung im Ortsteil Höckelheim der Stadt Northeim in Niedersachsen entdeckten Arbeiter am 3. Dezember 1991 ein zerbrochenes Tongefäß. Der eilig herbeigerufene Stadtarchäologe Günter Merl erkannte, dass das Gefäß benutzt worden war, um Münzen zu vergraben. Er barg den Fund zunächst in Plastiktüten. Die Münzen waren bei Auffindung stark miteinander verklebt und korrodiert. Nach der Übergabe an das Braunschweigische Landesmuseum wurden sie dort restauriert, konserviert und wissenschaftlich ausgewertet.
Üblicherweise gibt es bei Hortfunden keine schriftlichen Belege über deren Zusammensetzung (Anhäufung des Schatzes) und Niederlegung (Sicherung des Schatzes). Daher ist über den oder die Eigentümer des Schatzes nichts bekannt. Der Umfang und die Zusammensetzung des Schatzes deuten jedoch eher auf den Besitz einer wohlhabenden Familie hin als auf überregionale kaufmännische Tätigkeit.  Die Sicherung eines Vermögens durch Vergraben des Schatzes in einem Gefäß war in einer Zeit ohne Bankwesen durchaus ein üblicher Vorgang. Anlass für dieses Vorgehen war häufig die Furcht vor marodierenden Söldnerhaufen in Kriegszeiten. Dies verweist auf einen möglichen Zusammenhang der Niederlegung des Schatzes mit der Schlacht von Höckelheim im Jahre 1545. Dass der Schatz nicht wieder geborgen wurde, legt nahe, dass der Besitzer oder sogar die ganze Familie durch Tod keine Gelegenheit dazu hatte.

## Fundinhalt

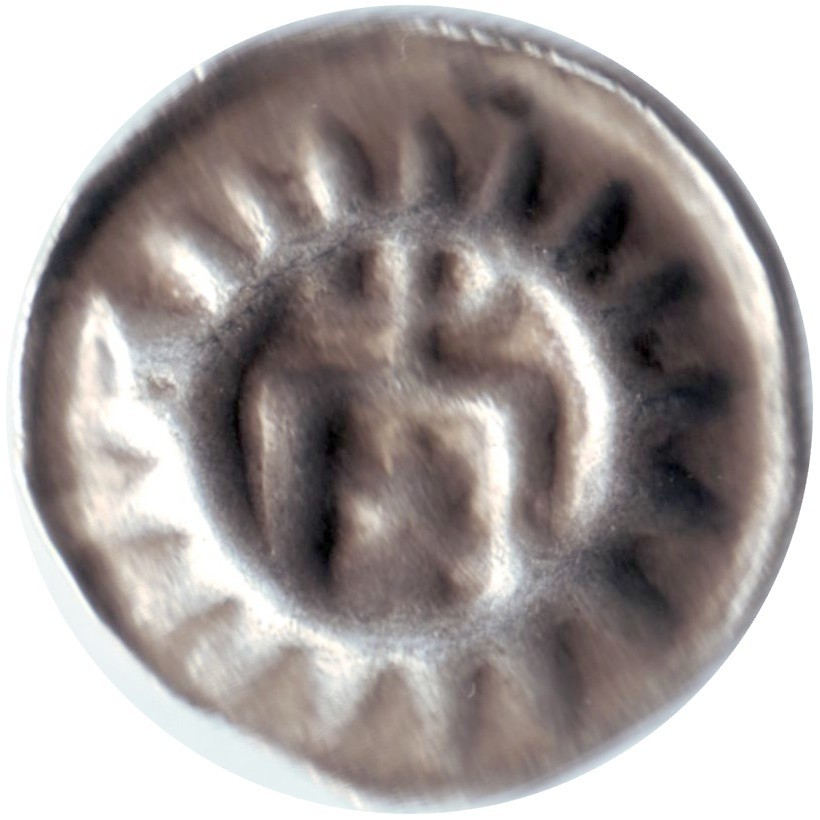
Silberner Hohlpfennig aus Hamburg, 14. Jahrhundert

Der Fund enthält unter anderem 122 meißnisch-sächsische Groschen. Diese beidseitig geprägten Münzen stellen insofern eine Besonderheit des Fundes dar, als die meisten Silbermünzen einseitig geprägte Hohlpfennige sind.
Wegen der alljährlichen Münzverrufung am St.-Aegidien-Tag (1. September) wurden laufend Neuprägungen notwendig. Dies ging in der Regel mit einer Verringerung des Feingehaltes der Münzen einher. Der Hort stellt somit auch einen gleichbleibenden Materialwert dar. Zusätzlich wurde durch einen geringeren Tauschwert (etwa vier alte Pfennige gegen drei neue) ein indirekter Steuergewinn erzielt. Neuprägungen wurden meist mit einem Beizeichen versehen, um die Münzen unterscheiden zu können. Mit diesem Münzfund konnten etliche Stempelvarianten erstmals nachgewiesen werden, was den wissenschaftlichen Wert des  Horts begründet.
Eine weitere Besonderheit des Fundes stellen die zwei Silberbarren dar, die in Braunschweig vor 1382 geprägt wurden, was aus ihren Prägestempeln abzulesen ist. Sie enthalten noch keine Krone als Garantiezeichen. Diese wurde erst nach dem Währungsvertrag vom 29. Juli 1382 verwendet. Die Städte Braunschweig, Goslar, Hildesheim, Einbeck, Hannover, Wernigerode und Osterode wollten durch diesen Vertrag den gleichbleibenden Feingehalt ihres Barrengeldes gewähren. Später traten diesem Vertrag auch Göttingen, Hameln, Halberstadt, Quedlinburg und Aschersleben bei.
Im Hort befand sich nur eine Münze Northeimer Prägung. Die übrigen Prägeorte sind in der Reihenfolge ihrer Häufigkeit: Braunschweig, Hannover, Hildesheim, Göttingen, Freiberg, Nordhausen (fraglich), Halberstadt, Salzwedel (fraglich), Lüneburg (fraglich), Ellrich, Stolberg (Harz),  Gandersheim und Hamburg. Insgesamt wurden Münzen aus über 40 Prägeorten identifiziert. Etwa 70 % der Münzen sind Braunschweiger Löwenpfennige und Scherfe aus dem 14. Jahrhundert.

## Ausstellung

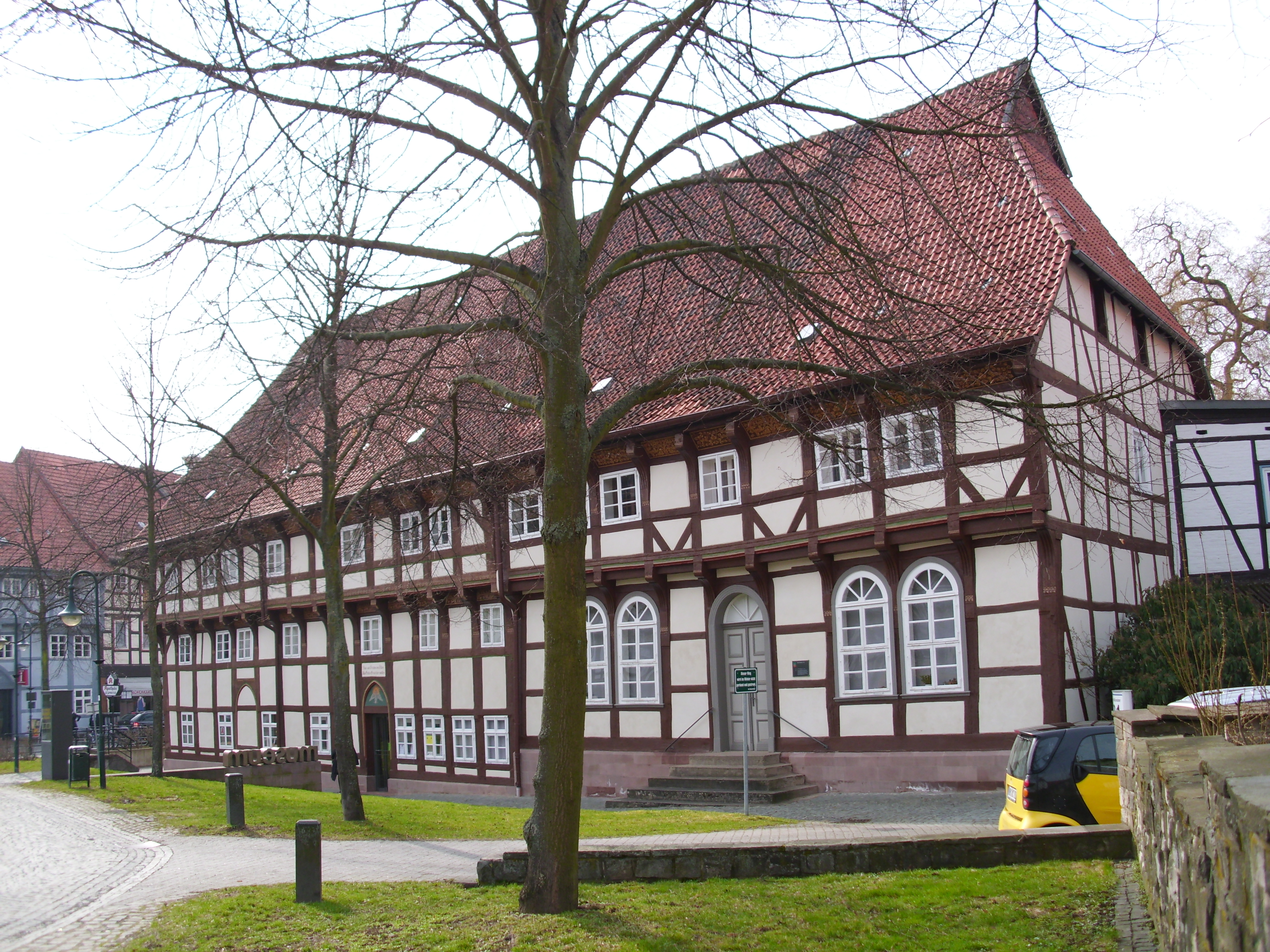
Heimatmuseum der Stadt Northeim

Seit dem 17. Mai 2004 ist der Fund im Gewölbekeller des Northeimer Heimatmuseums zu besichtigen. Die Konzeption der Ausstellung erfolgte durch Gerd Biegel (damaliger Direktor des Braunschweigischen Landesmuseums), Silke Buchhagen (Museumsleiterin) und Josef F. Fischer (Numismatiker am Braunschweigischen Landesmuseum).